# Dyrøybrua
Die Dyrøybrua (Dyrøybrücke) ist eine als Auslegerbrücke gebaute Straßenbrücke in der norwegischen Kommune Dyrøy, Fylke (Provinz) Troms.

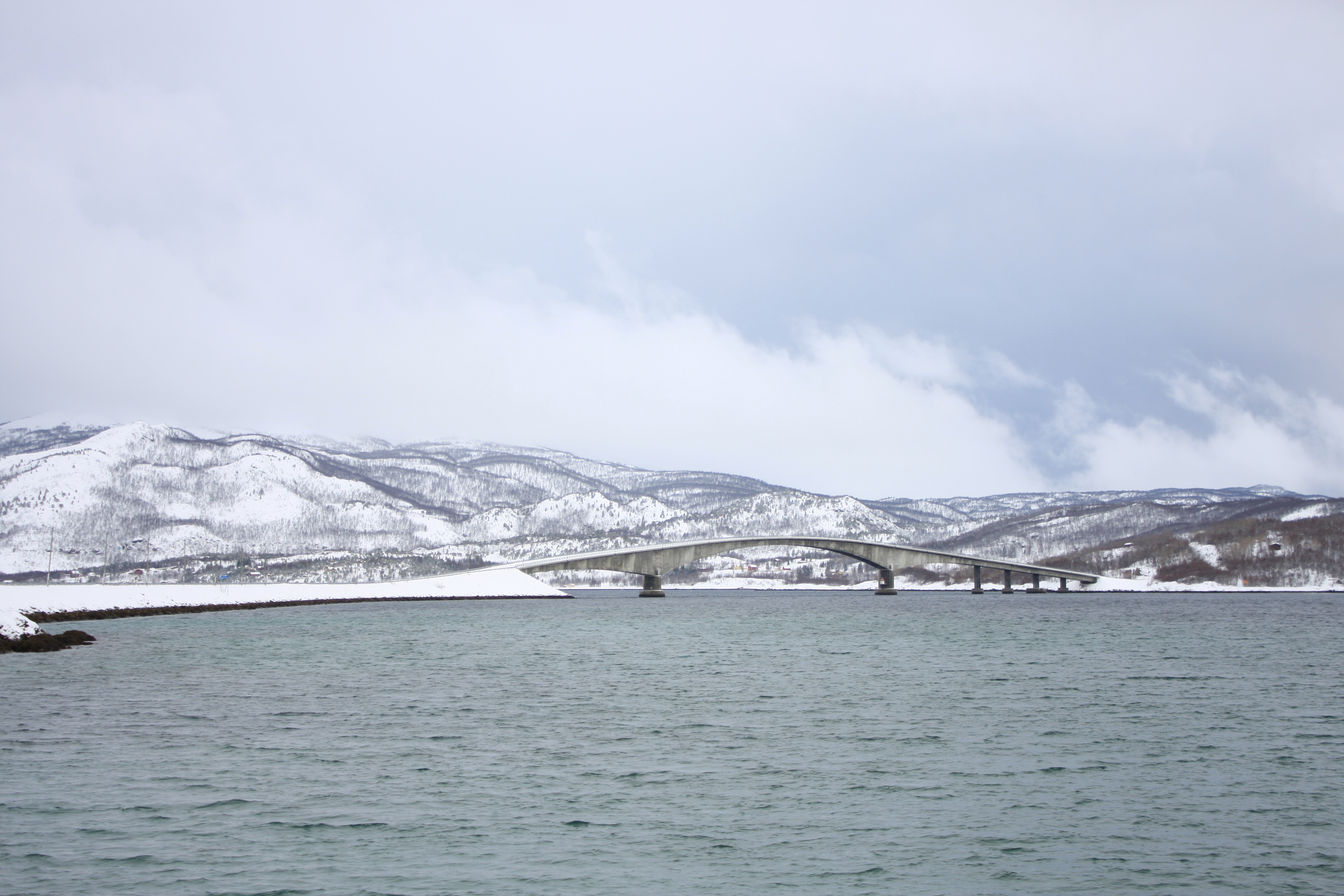
Dyrøybrua

Die Brücke überquert den Dyrøysund und verbindet die Insel Dyrøya an ihrem nordöstlichen Ende, der Landzunge Ørnnes, mit dem Festland bei Finnlandsnes etwa 3 km nordwestlich von Brøstadbotn, dem Verwaltungszentrum der Gemeinde Dyrøy. Die Provinzstraße Fv212 verläuft von Brøstadbotn über die Brücke und dann entlang dem gesamten Ostufer der Insel. Von Brøstadbotn bietet die Fv852 die Anbindung an die Rv84 und damit an das norwegische Straßennetz.
Die Brücke ersetzte eine Fährverbindung und wurde am 29. August 1994 eingeweiht. Sie ist 570 m lang und hat 7 Bögen. Der Hauptbogen mit der Schiffsdurchfahrt ist 220 m breit und hat eine Lichte Höhe von 18 m.